# 自転しながら公転する
『自転しながら公転する』（じてんしながらこうてんする）は、山本文緒による日本の長編小説。月刊小説誌「小説新潮」に2016年1月号から2019年5月号まで不定期に掲載され、プロローグとエピローグを書き下ろして大幅に改稿し、2020年9月に新潮社より刊行された。2022年11月には文庫化された。第16回中央公論文芸賞、第27回島清恋愛文学賞受賞。
母の介護のために憧れであった東京から実家のある茨城に戻った32歳の女性が悶々とした日々を過ごしていく中で出会った、優しいけれど経済的に不安な男性との関係が深まっては離れていくという道を繰り返し、様々な不安に苛まれながらもひたむきに幸せを追い求めていく姿を描く。

## 登場人物
与野都（よの みやこ）〈32〉
実家がある茨城県牛久市のアウトレットモールにあるアパレルショップの店員。
東京で働いていたが、家庭の事情により実家に戻ってきている。
羽島貫一（はしま かんいち）〈30〉
都と同じアウトレットモールにある回転寿司店の店員。趣味は読書。
ニャン
貫一と同じ回転寿司店で働くベトナム出身のアルバイト店員。
絵里
都の高校時代の同級生。2年前に結婚している。
そよか
都の幼なじみ。文具メーカーの営業を担当している。
亀沢
都が働くアパレルショップの店長で既婚者。2人の娘がいる。
東馬
都が働くアパレルショップのマネージング・ディレクター。

## 書籍情報
- 山本文緒『自転しながら公転する』
  - 単行本：2020年09月28日発売、新潮社、ISBN 978-4-10-308012-1
  - 文庫本：2022年11月01日発売、新潮文庫、ISBN 978-4-10-136063-8

## テレビドラマ
読売テレビ・日本テレビ系のスペシャルドラマとして、2023年12月14日から12月28日まで3週連続で放送された。主演は松本穂香。

### キャスト
与野都〈30〉
演 - 松本穂香
羽島貫一〈30〉
演 - 藤原季節
ニャン〈22〉
演 - 長谷川慎（THE RAMPAGE）
小島そよか〈30〉
演 - 小林涼子
柏崎絵里〈30〉
演 - 野村麻純
檜山優
演 - 田中偉登
与野修〈57〉
演 - 神保悟志
与野桃枝〈56〉
演 - 鶴田真由

### スタッフ
- 原作 - 山本文緒『自転しながら公転する』（新潮文庫刊）[1]
- 脚本 - 池田奈津子[1]
- 演出 - 渕上正人（共同テレビ）[8]
- 音楽 - 戸田有里子[1]
- 主題歌 - 上白石萌音「Loop」（Polydor Records）[9]
- ベトナム語発音指導 - グエン・アイン・トゥー
- 寿司所作指導 - 榮寿司、すし文化講座寿司道
- 警察監修 - 古谷謙一
- アクションコーディネーター - 根本太樹
- チーフプロデューサー - 中間利彦[8]
- プロデューサー - 矢部誠人[8]、水野綾子（共同テレビ）[8]
- 企画協力 - 新潮社
- 制作協力 - 共同テレビ
- 制作著作 - 読売テレビ

### 放送日程
| 各話  | 放送日   | サブタイトル   |
| ----- | -------- | -------------- |
| 第1話 | 12月14日 | 最悪な出会い   |
| 第2話 | 12月21日 | ふたりの距離   |
| 第3話 | 12月28日 | 足りないふたり |